# Aubencheul-au-Bac
Aubencheul-au-Bac é uma comuna do departamento de Norte, localizada na região do Altos da França, na França.